# 요코야마 아키라
요코야마 아키라(일본어: 横山 彰, 1949년 3월 ~ )는 일본의 경제학자이다. 1993년 이후부터는 주오 대학 종합정책학부의 교수를 맡고 있다.

## 연구 분야
- 재정 및 경제정책에 관한 공공선택연구.